# أولفيغا
أولفيغا هي بلدية تقع في مقاطعة سوريا، في منطقة قشتالة وليون، في إسبانيا. يبلغ عدد سكانها 3,621 نسمة وذلك حسب إحصاء السكان سنة 2017. تبلغ مساحتها 98.77 كم².

## أعلام
- خافيير مارتينيز كالفو